# 刺客戰場
《刺客戰場》（英語：Assassins）是1995年出品的现代动作剧情片，由西尔维斯特·史泰龙、朱丽安·摩尔、安东尼奥·班德拉斯主演，史泰龙与班德拉斯分饰两大职业杀手，但最高目的竟是以除去对方为优先。